# Trypostega pusilla
Trypostega pusilla är en mossdjursart som först beskrevs av Ferdinand Canu och Ray Smith Bassler 1929.  Trypostega pusilla ingår i släktet Trypostega och familjen Trypostegidae. Inga underarter finns listade i Catalogue of Life.